# Liste der Naturdenkmale in Kleinlangenfeld
Die Liste der Naturdenkmale in Kleinlangenfeld nennt die im Gemeindegebiet von Kleinlangenfeld ausgewiesenen Naturdenkmale (Stand 4. April 2024).

## Naturdenkmale
| Nr.         | Bezeichnung                 | Lage                                          | Beschreibung                                                  | Bild                                    |
| ----------- | --------------------------- | --------------------------------------------- | ------------------------------------------------------------- | --------------------------------------- |
| ND-7232-519 | Hochmoor auf der Hohlscheid | südöstlich des Ortes; Abteilung Owericht Lage | Hochmoor; flächenhaftes Naturdenkmal, zwei Teilfläche; (Lage) | Direkt Bild zu diesem Denkmal hochladen |